# 1690
1690 (MDCXC) byl rok, který dle gregoriánského kalendáře započal nedělí.

## Události
- 6. leden – Josef I., syn Leopolda I. se stal římským králem
- 22. duben – sňatek brunšvicko-wolfenbüttelského vévody Ludvíka Rudolfa Brunšvicko-Wolfenbüttelského (1671–1735) a princezny Kristýny Luisy Öttingenské (1671–1747)
- 20. květen – v Anglii přijat Act of Grace, pardon pro následovníky Jakuba II.
- 1. červenec – bitva na řece Boyne, irští katolíci poraženi vojsky Viléma III. Oranžského
- založen stát Bahávalpur
- Krasnojarsk získal status města
- 1681–1690 za těchto 9 let se v Anglii vytěžilo už 3 miliony tun kamenného uhlí

### Probíhající události
- 1683–1699 – Velká turecká válka
- 1688–1697 – Devítiletá válka
- 1689–1697 – Válka krále Viléma

## Věda a umění
- 14. leden – v Norimberku byl vynalezen klarinet
- italskofrancouzský astronom Giovanni Domenico Cassini zaznamenal rozdílnou rotaci pásů atmosféry Jupitera
- nejstarší zaznamenané pozorování planety Uran, (John Flamsteed ji zaznamenal jako hvězdu Tauri 34
- Denis Papin popsal princip nízkotlakého parního stroje
- v Bostonu byly vydány první noviny v dějinách Ameriky, Publick Occurrences. Ihned po prvním vydání byly zakázány.
- zavedeno souhvězdí Štít Sobieského
- Po roce 1690 do módy přichází krajkový šátek, předchůdce dnešní kravaty

## Narození
Česko
- 16. listopadu – Josef Klaus, kanovník katedrální kapituly u sv. Štěpána v Litoměřicích († 24. listopadu 1754)

Svět
- 1. února – Francesco Maria Veracini, italský houslista a hudební skladatel († 31. října 1768)
- 14. února – Jakub Arnošt z Lichtenštejna, biskup olomoucký a arcibiskup salcburský († 12. června 1747)
- 28. února – Alexej Petrovič, syn ruského cara Petra I. Velikého († 7. července 1718)
- 18. března – Christian Goldbach, pruský matematik († 1764)
- 29. března – John Montagu, 2. vévoda z Montagu, britský generál a šlechtic († 5. července 1749)
- 10. dubna – Daniel Hajnóczy, uherský pedagog († 26. února 1747)
- 23. dubna – Ján Adam Rayman, slovenský lékař († 24. dubna 1770)
- 25. května – Josef Johann Adam z Lichtenštejna, lichtenštejnské kníže († 17. prosince 1732)
- srpen – Kelemen Mikes, maďarský spisovatel († 2. října 1761)
- 15. září – Ignazio Prota, italský hudební skladatel († leden 1748)
- 14. října – Leopold Philipp vévoda z Arembergu, rakouský generál († 4. března 1754)
- 23. listopadu – Ernest Jan Biron, ruský regent v zastoupení nedospělého cara Ivana VI. († 29. prosince 1772)
- 1. prosince – Philip Yorke, 1. hrabě z Hardwicke, britský právník a zakladatel rodu Yorku († 6. března 1764)
- ? – Leonardo Vinci, italský barokní operní skladatel († 28. května 1730)
- ? – Daher el-Omar, arabský vládce Galileje († 21. srpna 1775)
- ? – Charles Bridgeman, anglický zahradní architekt († 1738)
- ?– Giuseppe Antonio Brescianello, italský hudební skladatel a houslista († 4. října 1758)

## Úmrtí
Česko
- ? – Martin Antonín Lublinský, člen řádu augustiniánů, malíř a filosof (* 1636)

Svět
- 25. ledna – Gundakar z Ditrichštejna, rakouský šlechtic (* 9. prosince 1623)
- 16. února – Philipp Jakob Rittler, římskokatolický kněz a hudební skladatel (* 1637)
- 22. února – Charles Le Brun, francouzský malíř a teoretik umění (* 24. února 1619)
- 18. dubna – Karel V. Lotrinský, vévoda lotrinský a vojevůdce Svaté říše římské (* 1643)
- 20. dubna – Marie Anna Bavorská, francouzská dauphinka (* 28. listopadu 1660)
- 27. května – Giovanni Legrenzi, italský varhaník a hudební skladatel (* 1626)
- 10. července – Domenico Gabrielli, italský hudební skladatel (* 15. dubna 1651 nebo 19. října 1659)
- 2. září – Filip Vilém Falcký, falcký kurfiřt (* 24. listopadu 1615)
- 9. října – Henry FitzRoy, první vévoda z Graftonu, nemanželský syn anglického krále Karla II. (* 28. září 1663)
- 3. listopadu – Jean-Baptiste Colbert, markýz de Seignelay, francouzský politik, ministr francouzského námořnictva (* 1. listopadu 1651)
- ? – Lazzaro Morelli, italský barokní sochař (* 30. října 1608)
- ? – Jeremiáš Süssner, saský sochař (* 1653)

## Hlavy států
- Anglie – Vilém III. (1688–1702)
- Francie – Ludvík XIV. (1643–1715)
- Habsburská monarchie – Leopold I. (1657–1705)
- Osmanská říše – Sulejman II. (1687–1691)
- Polsko-litevská unie – Jan III. Sobieski (1674–1696)
- Rusko – Ivan V. (1682–1696) a Petr I. Veliký (1682–1725)
- Španělsko – Karel II. (1665–1700)
- Švédsko – Karel XI. (1660–1697)
- Papež – Alexandr VIII. (1689–1691)
- Perská říše – Safí II.